# Leeuw van Luzern

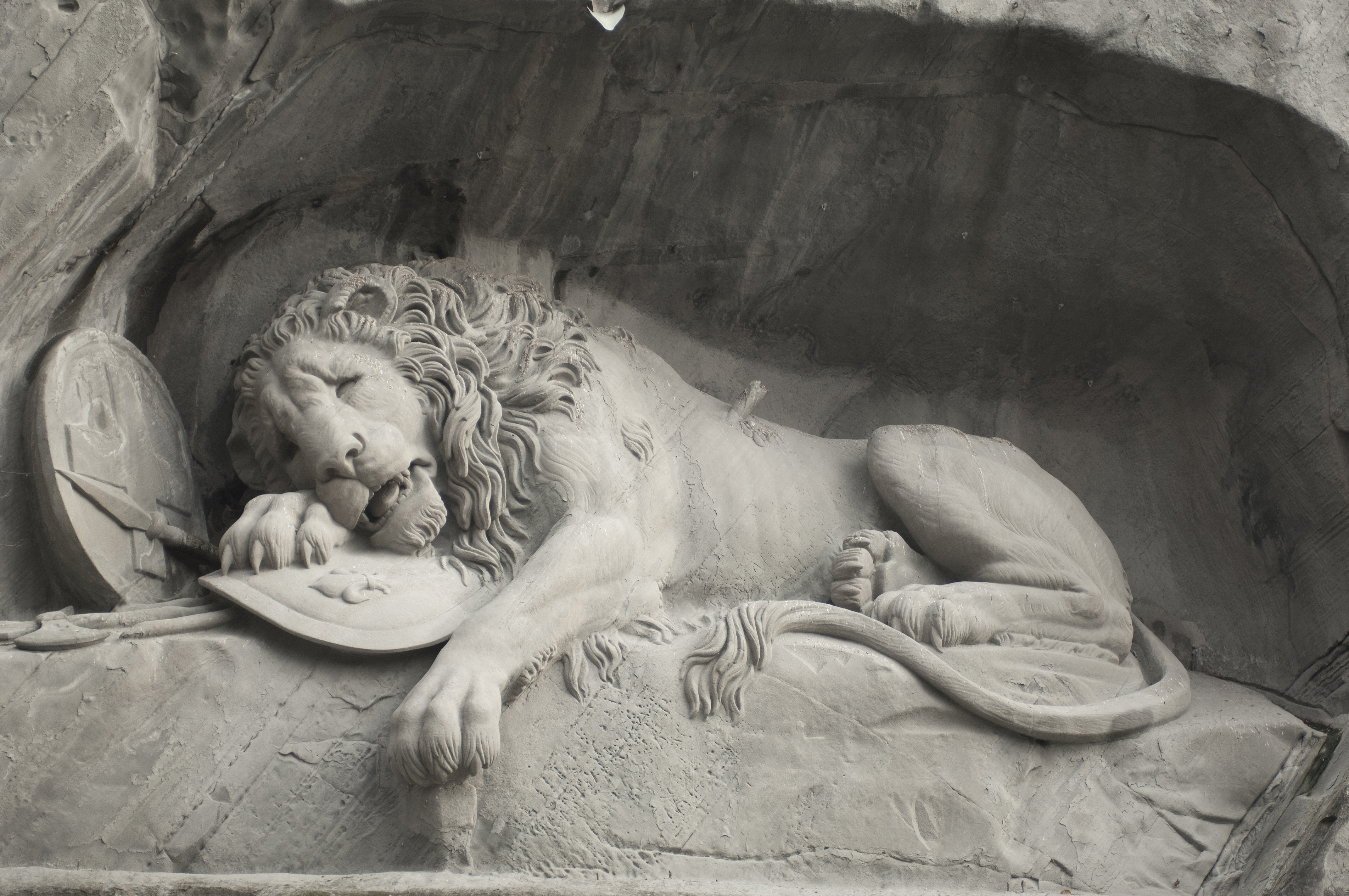
Sculptuur

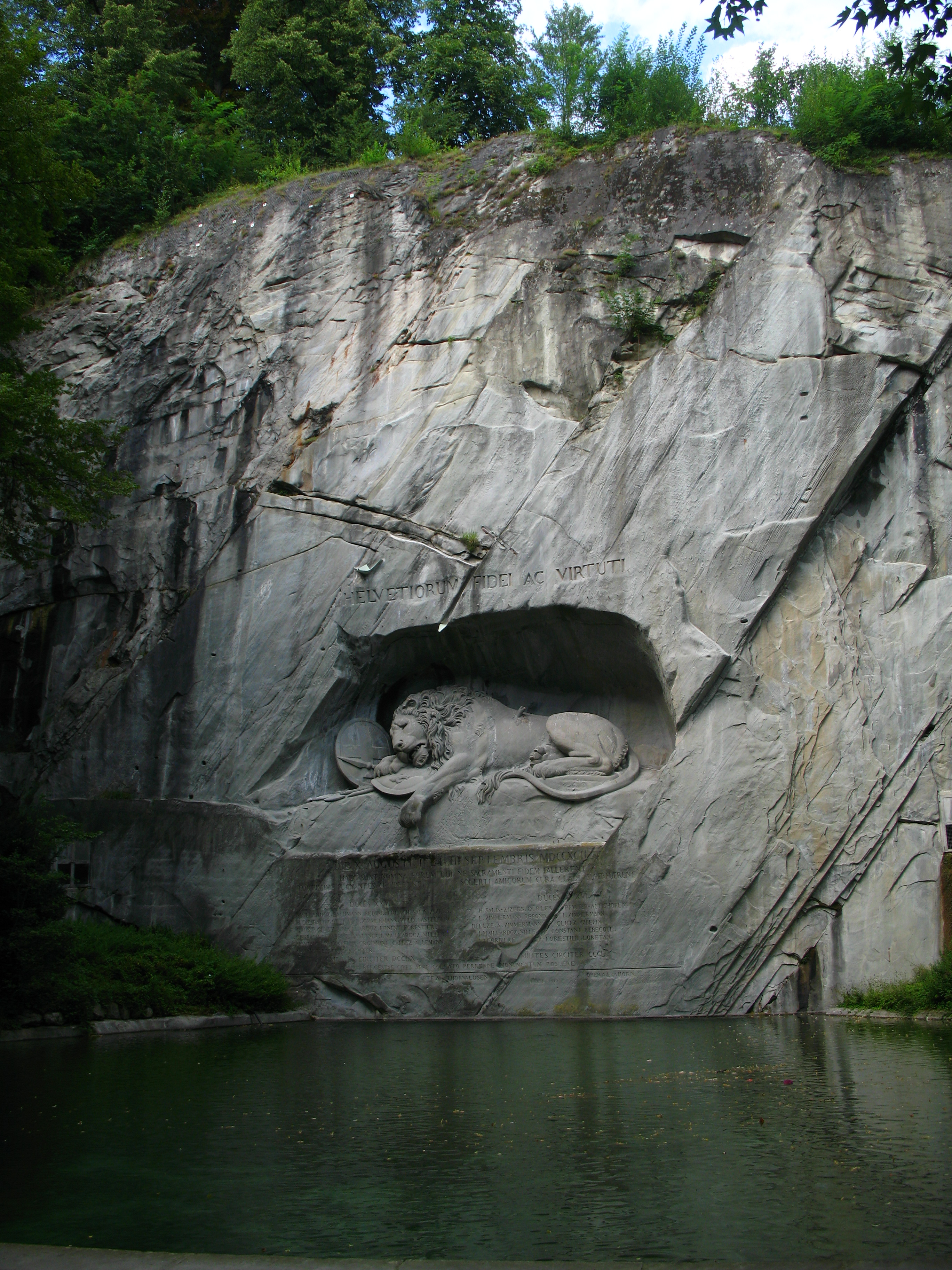
Situering in de rotswand

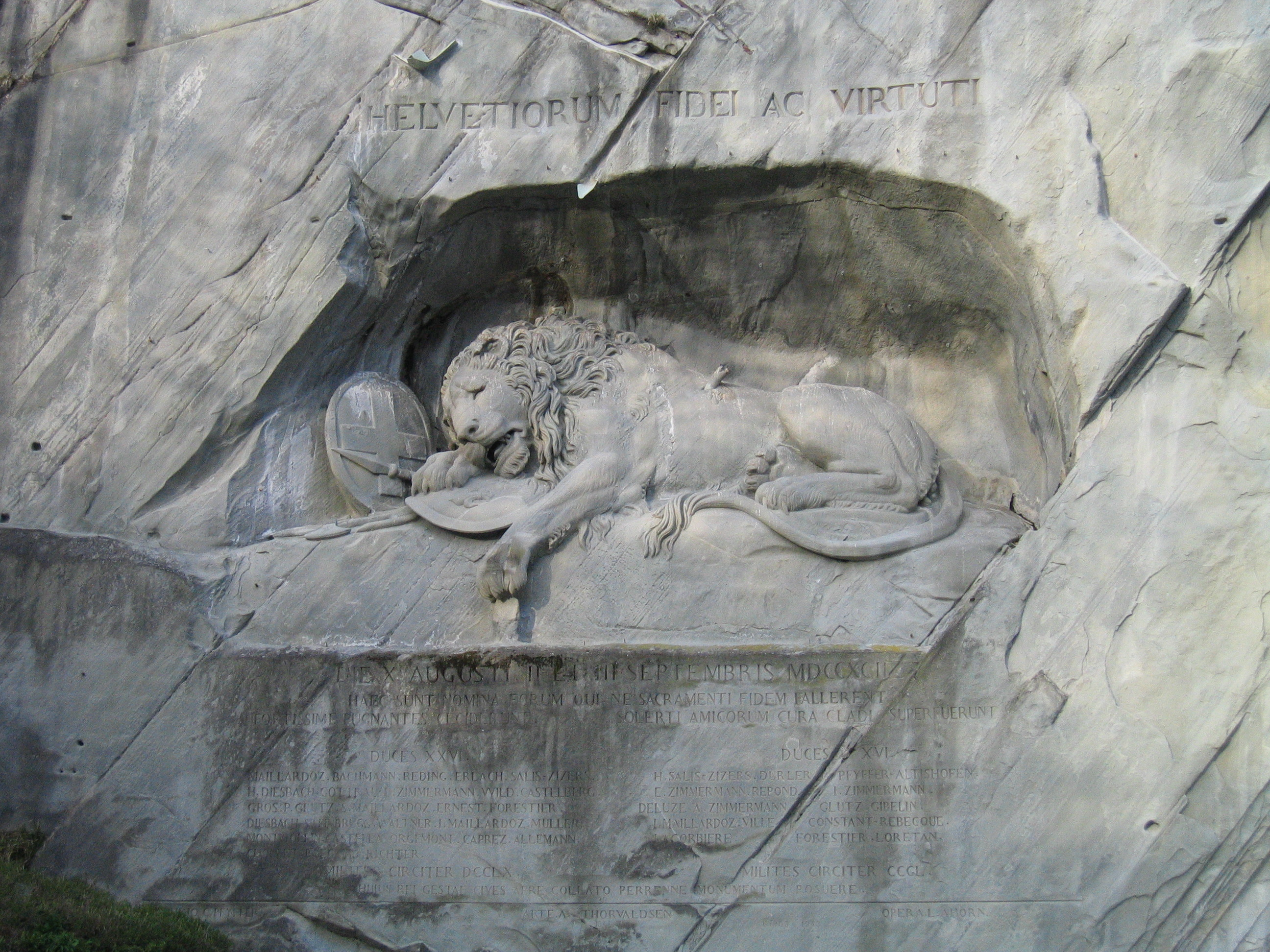
Inscripties

Het Leeuwenmonument (Duits: Löwendenkmal) van Luzern is ontworpen door Bertel Thorvaldsen en in 1820-21 gehouwen door Lukas Ahorn. Het herdenkt de Zwitserse gardisten die in 1792 het leven lieten bij de verdediging van het Tuilerieënpaleis van koning Lodewijk XVI van Frankrijk.
Mark Twain noemde de dodelijk gewonde leeuw "het meest treurige en ontroerende stuk steen ter wereld."

## Voorgeschiedenis
Sinds de vroege 17e eeuw diende een regiment Zwitserse landsknechten aan het Franse hof. Dit bleef zo nadat Lodewijk XVI door de Franse Revolutie een constitutioneel vorst was geworden in het Tuilerieënpaleis. De mislukte vlucht naar Montmédy (1791) ondergroef zijn resterende krediet en een jaar later besloten de revolutionaire secties tot zijn afzetting. Op 10 augustus bestormden ze zijn paleis. Hoewel de aanvallers in de meerderheid waren en de Zwitserse garde niet over veel munitie beschikte, leek de zaak niet bij voorbaat verloren. De koning liet zich echter door Roederer overtuigen om zich met zijn familie in veiligheid te brengen in het nabijgelegen lokaal van de Wetgevende Vergadering. Tijdens de strijd beval de koning de garde schriftelijk om zich in hun barakken terug te trekken. Daarmee tekende hij hun doodvonnis, al kreeg het bevel misschien pas gevolg nadat hun positie onhoudbaar was geworden.
Meer dan 600 landsknechten sneuvelden tijdens de gevechten of werden nadien afgemaakt. Naar schatting tweehonderd stierven later nog in de gevangenis of tijdens de Septembermoorden. Slechts een 100-tal kon ontkomen uit de Tuilerieën. Daarnaast overleefden 300 landsknechten de episode doordat ze naar Normandië waren gestuurd om een graankonvooi te escorteren.

## Memoriaal
Het initiatief om een monument op te richten was van Karl Pfyffer von Altishofen, een officier van de garde die op verlof was in Luzern tijdens de gevechten. Hij begon in 1818 fondsen te werven. De neoclassicistische beeldhouwer Bertel Thorvaldsen zorgde voor het ontwerp. Het werd in 1820-21 uitgevoerd door Lukas Ahorn in een voormalige zandsteengroeve bij Luzern. Het monument is uit een rotswand gehouwen en is tien meter lang bij zes meter hoog.
Boven het monument luidt de opdracht Helvetiorum Fidei ac Virtuti ("Aan de Trouw en Moed van de Zwitsers"). De stervende leeuw is met een afgebroken speer doorboord. Zijn poot rust op een schild met de fleur-de-lis van het Franse koningshuis. Naast hem draagt een ander schild het wapen van Zwitserland. De inscriptie onder de leeuw geeft de namen van de officieren en (bij benadering) het aantal slachtoffers (DCCLX = 760) en overlevers (CCCL = 350).

## Waardering en navolging
Mark Twain schreef over de leeuw in zijn reisnotities, A Tramp Abroad (1880):
The Lion lies in his lair in the perpendicular face of a low cliff — for he is carved from the living rock of the cliff. His size is colossal, his attitude is noble. His head is bowed, the broken spear is sticking in his shoulder, his protecting paw rests upon the lilies of France. Vines hang down the cliff and wave in the wind, and a clear stream trickles from above and empties into a pond at the base, and in the smooth surface of the pond the lion is mirrored, among the water-lilies.
Around about are green trees and grass. The place is a sheltered, reposeful woodland nook, remote from noise and stir and confusion — and all this is fitting, for lions do die in such places, and not on granite pedestals in public squares fenced with fancy iron railings. The Lion of Lucerne would be impressive anywhere, but nowhere so impressive as where he is.
Thomas Carlyle geeft een beschrijving in The French Revolution: A History.
De pose van de leeuw werd in 1894 gekopieerd door Thomas M. Brady voor zijn Lion of Atlanta in het Oakland Cemetery te Atlanta.

## Voetnoten
1. ↑  Philip Mansel, Pillars of Monarchy, p. 131
2. ↑  M.J. Sydenham, The French Revolution, 1965, p. 111
3. ↑  Jerome Bodin, Les Suisses au service de la France, ISBN 2-226-03334-3, p. 259
4. ↑  Hoofdstuk XXVI: The Nest of the Cuckoo-Clock
5. ↑  Thomas Carlyle, The French Revolution: A History, p. 498